# 日本アレルギー学会
一般社団法人日本アレルギー学会（にほんアレルギーがっかい、英称:Japanese Society of Allergology）は、アレルギーおよび臨床免疫を共通の研究テーマとしている基礎医学者及び臨床医より構成されている学会である。

## 概要
1951年国際アレルギー学会が誕生したのを機に、1952年に創立された。アレルギー専門医の認定を行っている。

## 主な関係者
- 大島良雄 - 会長経験者。名誉会員。